# Ancona di San Clemente
L'Ancona di san Clemente è un polittico in pietra dipinta, collocato nella sacrestia della chiesa arcipretale di San Clemente di Valdagno; in precedenza si trovava sopra l'altare maggiore della vecchia chiesa demolita.
Firmata da Girolamo e datata 1445, la pala d'altare costituisce una delle testimonianze più notevoli della scultura tardo gotica nel territorio vicentino.

## Paternità
Maestro Girolamo è la personalità più rilevante della scultura vicentina del Quattrocento dopo Niccolò e Antonino da Venezia. Di lui si conosce solo il nome e solo perché firmò l'opera come “Opus Jeronimi".
Ci sono varie ipotesi sull'autore del polittico:
- Si tratta di “un non meglio identificato Maestro Girolamo”[3].

- Per la qualità di certe figure, vi è “la possibilità di un intervento diretto di Antonino da Venezia”, dato che non c'è alcuna notizia di Girolamo, scultore nell'ambito della Vicenza quattrocentesca[4].

- Girolamo è il donatore e non l'autore che potrebbe essere Niccolò da Cornedo[5].

- L'autore è proprio Maestro Girolamo, che pur aderendo al gusto gotico dei lapicidi locali, si discosta per l'originalità della concezione[6].

- La Madonna col Bambino, i quattro Santi ai lati e le altre figure distribuite nel baldacchino al centro e nelle cuspidi laterali appartengono a Girolamo e alla sua bottega, mentre i dodici Apostoli e Cristo benedicente al centro sembrano opera di un altro artista. Alcune analogie con le immagini di certa scultura nordica porterebbero a indicare “le ascendenze culturali di Girolamo all'ambiente lombardo”[7].

## Descrizione
L'ancona risulta formata da sei pietre contrapposte, unite con materiale plastico. Il blocco della parte superiore è unico, mentre le lastre mediane con la Madonna in trono e i Santi sono tre e due quelle in basso con la teoria degli Apostoli. 
Il nucleo base è la figura della Madonna col Bambino: alla sua destra San Cristoforo e San Clemente, alla sua sinistra San Nicola e San Lorenzo, sulla predella Cristo con i 12 Apostoli, sopra Santi e Padri della Chiesa, sopra ancora l'Annunciazione e Morte e, come coronamento, la Città Celeste, il Paradiso.
Molte altre figure di Santi sono incastonate sui due pilastrini sovrapposti che suddividono l'ancona in tre parti. Sui dadi, in piedi o in ginocchio, sono riconoscibili da sinistra a destra, tra gli angeli: Sant'Ambrogio, San Giuseppe, Sant'Agostino, Santa Maria Maddalena, San Gerolamo e Sant'Anna. La fascia inferiore, la predella, presenta Cristo Salvatore tra gli Apostoli.

## Stile

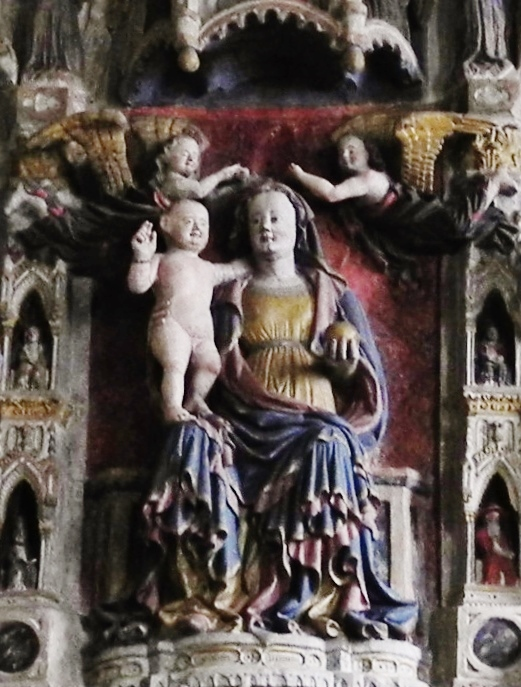
Madonna con il Bambino benedicente.

L'immagine di più elevato valore artistico è la Vergine con Bambino. È la figura più espressiva della personalità di Girolamo.

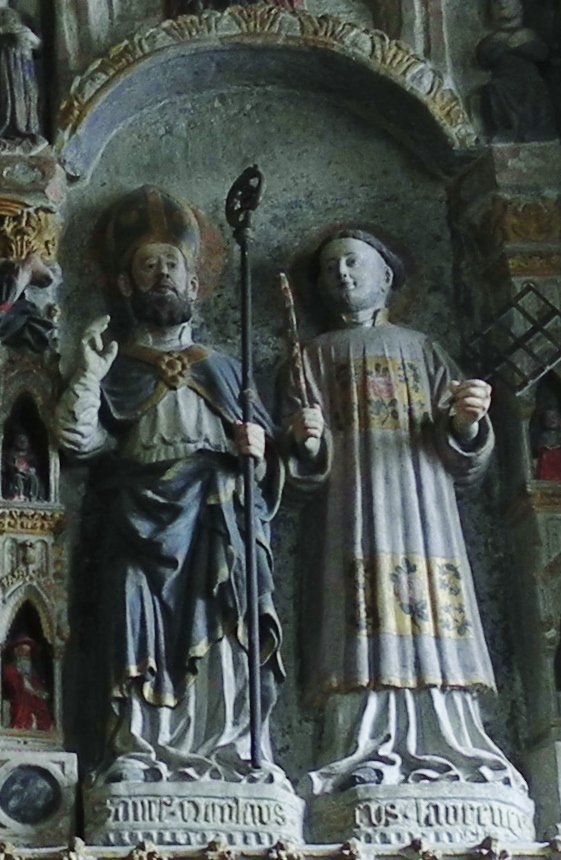
San Nicola e San Lorenzo.

L'ampio manto della Madonna a falde sovrapposte copre la tunica che si adagia a pieghe sulla pedana del bordo. “Al rapidissimo alternarsi di luci ed ombre del manto si oppone la lucentezza del busto eretto della vergine”. Il suo volto è morbido. Gesù, dal corpo paffuto e dal volto sorridente, è in posizione obliqua rispetto alla Madonna: ha la gamba sinistra piegata e con il braccio sinistro avvolge in modo spontaneo e caloroso il collo della Madre. Con il braccio destro in avanti sembra quasi benedire.
Anche i due angeli che dovevano reggere la corona sul capo della Vergine sembrano opera di Girolamo, come pure il bellissimo San Nicola. La collaborazione di altri è, invece, evidente in tutte le altre figure, ad eccezione forse del San Giovanni entro la cuspide trilobata di destra. 
La fascia degli Apostoli sembra essere stata aggiunta in un secondo momento.